# Ribeirão 1968 FC
Der Ribeirão 1968 FC ist ein Fußballverein aus der nordportugiesischen Stadt Vila Nova de Famalicão.

## Geschichte
Der Klub wurde 1968 unter dem Namen Grupo Desportivo de Ribeirão gegründet und trat zunächst im regionalen Ligabereich an, ehe die Mannschaft im folgenden Jahrzehnt die drittklassige Terceira Divisão erreichte. Hier spielte sie bis zum Wiederabstieg 1983, später schwankte sie unregelmäßig zwischen den Spielklassen. Ende der 1990er kehrte der Klub in die nun viertklassige Terceira Divisão zurück, wo er sich in der Folge etablierte und 2004 den Sprung in die drittklassige Segunda Divisão B schaffte. Zunächst überstand der Klub dort eine Ligareform, stieg aber 2015 abermals in den regionalen Distriktfußball ab. 2023 kehrte der zwischenzeitlich umbenannte Klub in den überregionalen Fußball zurück, als die zwischenzeitlich als vierthöchste Spielklasse eingeführte Campeonato de Portugal erreicht wurde.